# Luxemburgo nos Jogos Olímpicos de Inverno de 1928
Luxemburgo participou dos Jogos Olímpicos de Inverno de 1928, realizados em St. Moritz, na Suíça. 
Foi a primeira aparição do país nos Jogos Olímpicos de Inverno, onde foi representado por cinco atletas, todos eles homens, que competiram no bobsleigh.

## Competidores
Esta foi a participação por modalidade nesta edição:
| Esporte   | Masculino | Feminino | Total |
| --------- | --------- | -------- | ----- |
| Bobsleigh | 5         | 0        | 5     |
| Total     | 5         | 0        | 5     |

## Desempenho

### Bobsleigh
Masculino
| Atltas                                                                          | Trenó | Evento  | Descida 1 | Descida 1 | Descida 2 | Descida 2 | Total  | Total | Ref.  |
| Atltas                                                                          | Trenó | Evento  | Tempo     | Pos.      | Tempo     | Pos.      | Tempo  | Pos.  | Ref.  |
| ------------------------------------------------------------------------------- | ----- | ------- | --------- | --------- | --------- | --------- | ------ | ----- | ----- |
| Marc Shoetter Willy Heldenstein Auguste Hilbert Raoul Weckbecker Pierre Kaempff | LUX   | Equipes | 1:45.8    | 20º       | 1:46.9    | 19º       | 3:32.7 | 20º   | [ 4 ] |